# Юаньши
Юаньши́ (кит. упр. 元氏, пиньинь Yuánshì) — уезд городского округа Шицзячжуан провинции Хэбэй (КНР). Название уезда в переводе означает «род Юань».

## История
В царстве Чжао эти земли были даны гуну Юаню — отсюда и название. Уезд был создан во времена империи Хань.
В 1949 году был образован Специальный район Шицзячжуан (石家庄专区), и уезд вошёл в его состав. В мае 1958 года уезды Гаои и Юаньши были объединены в уезд Гаоюань (高元县), а в декабре того же года к нему был присоединён уезд Цзаньхуан, а сам уезд был переименован в Юаньши. В 1963 году уезды Гаои, Цзаньхуан и Юаньши были воссозданы в прежних границах. В ноябре 1967 года Специальный район Шицзячжуан был переименован в Округ Шицзячжуан (石家庄地区).
В 1993 году постановлением Госсовета КНР округ Шицзячжуан и город Шицзячжуан были объединены в городской округ Шицзячжуан.

## Административное деление
Уезд Юаньши делится на 8 посёлков и 7 волостей.